# Veliki domovinski rat
Veliki domovinski rat (rus. Вели́кая Оте́чественная война́) je naziv koji se koristi u Ruskoj Federaciji i drugim državama bivšeg Sovjetskog Saveza za operacije vođene tijekom Drugog svjetskog rata, od 22. lipnja 1941. do 9. svibnja 1945. godine na Istočnom bojištu. 
Ovaj izraz se uglavnom ne koristi izvan zemalja bivšeg Sovjetskog Saveza i on je patriotski i simbolički izraz. Nastao je nakon njemačkog napada na SSSR, 22. lipnja 1941. godine i imao je za cilj motivirati stanovništvo, da brani sovjetsku državu. Prije ovoga, naziv "domovinski rat" koristio se za francusku invaziju na Rusiju 1812. godine. Tijekom rata, 1942. godine, uveden je Orden domovinskog rata, kojim su odlikovani mnogi sovjetski vojnici i časnici, za "herojska djela počinjena u borbi za domovinu". Tijekom Velikog domovinskoga rata poginulo je 6,8 milijuna sovjetskih vojnika, a 4,4 milijuna je umrlo u zarobljeništvu. Ukupni gubici Sovjetskog Saveza iznose 26,6 milijuna ljudi.
Dan pobjede u Velikom domovinskom ratu, 9. svibanj, proslavlja se u Ruskoj Federaciji, Ukrajini, Bjelorusiji i još nekim drugim bivšim državama Sovjetskog Saveza, kao Dan pobjede (rus. День Победы). Najveća parada, "Parada pobjede" (rus. Парад Победы), održava se svake godine na Crvenom trgu u Moskvi, kao sjećanje na prvu Paradu pobjede održanu 21. lipnja 1945. godine. Također ovaj datum se u cijelom svijetu obilježava kao Dan pobjede nad fašizmom.